# Arap Camii

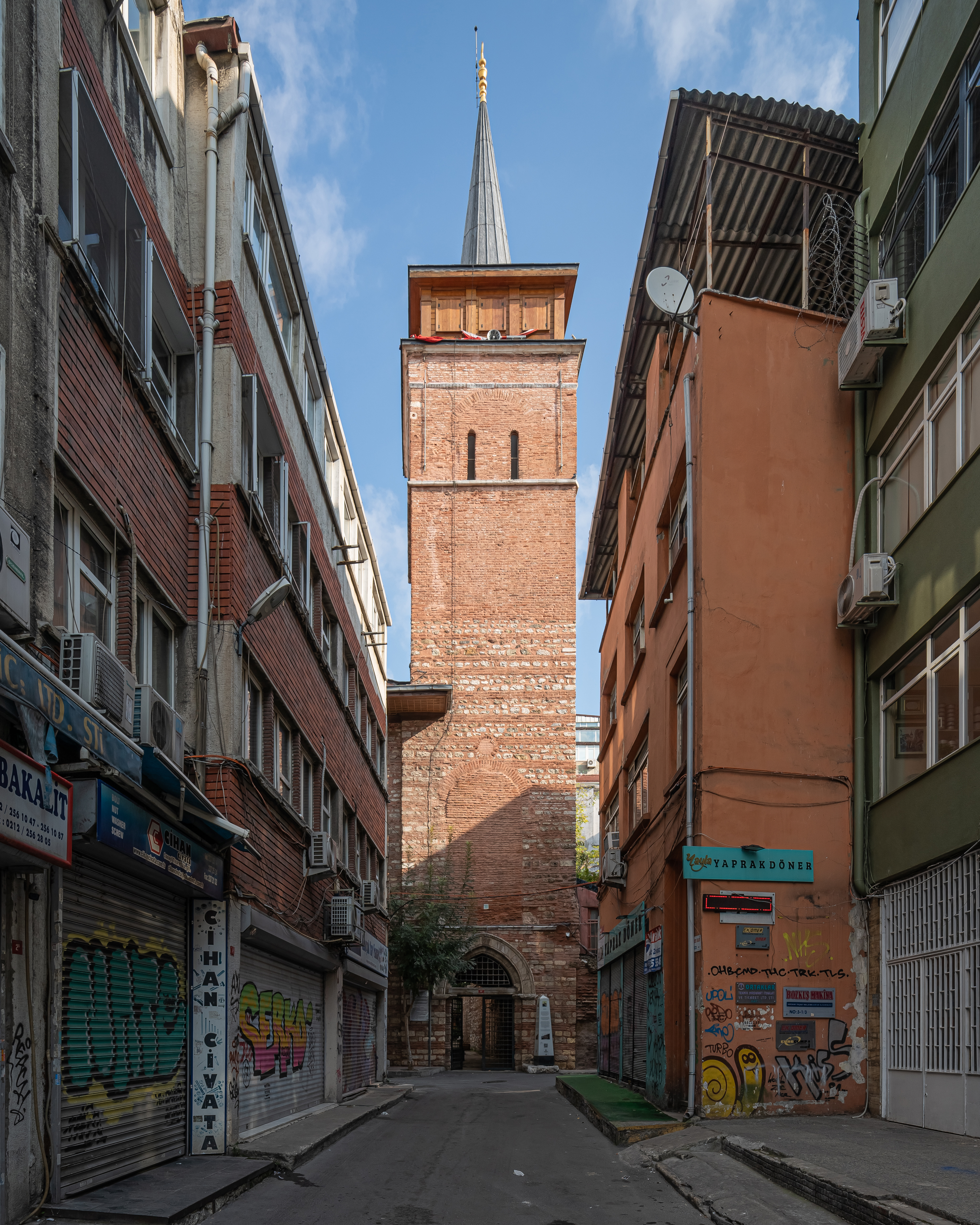
Arap Camii (Minarett, ursprünglich Kirchturm)

Die Arap-Moschee (türkisch Arap Camii), auch Arabische Moschee, ist eine Moschee im Istanbuler Stadtviertel Karaköy (früher Galata). Das Gebäude wurde 1325 als römisch-katholische Klosterkirche des Dominikaner-Ordens errichtet, anstelle der früheren Kapelle St. Paul aus dem Jahre 1233. Obwohl im Osmanischen Zeitalter einige bauliche Veränderungen vorgenommen wurden, stellt sie heute das einzig verbliebene gotische religiöse Bauwerk des Mittelalters Istanbuls dar.
In den Jahren 1475 bis 1478 wurde die Kirche unter der Herrschaft Sultans Mehmed II. zur Moschee konvertiert und als Galata-Moschee bekannt. Später spendete sie Sultan Bayezid II. muslimischen arabischen Flüchtlingen aus al-Andalus, die 1492 der Spanischen Inquisition entkamen und sich im Istanbuler Stadtteil Galata niederließen. Daher zeugt auch der heutige Name „Arabische Moschee“.

## Lage
Die Moschee liegt im Istanbuler Stadtviertel Karaköy im Stadtteil Beyoğlu an der Galata Mahkemesi Sokak nahe dem Nordufer des Goldenen Horns. Dort ist sie von Handwerksläden umgeben.

## Geschichte

### Byzantinisches Zeitalter
Im 6. Jahrhundert befand sich am Standort der Moschee eine byzantinische Kirche, die vermutlich St. Irene geweiht war. Von dieser Kirche existiert heute noch eine Mauer. Dass der Umayyadenprinz General Maslama ibn Abd al-Malik hier während der Zweiten Belagerung von Konstantinopel 717–718 eine Moschee errichten ließ, ist eine Legende aus dem Osmanischen Zeitalter. In mehreren Chroniken aus dieser Zeit wurde zudem die Zweite mit der Ersten Belagerung von Konstantinopel (674–678) verwechselt und somit die Erbauung einer Moschee auf 686 datiert.
Zur Zeit des Lateinischen Kaiserreichs (1204–1261) wurde die Kirche nach dem Vierten Kreuzzug im Jahre 1233 durch die Kapelle Sankt Paul ersetzt. Im Jahre 1299 kaufte der Dominikaner Guillaume Bernard de Sévérac nahe der Kapelle ein Haus und gründete mit 12 Ordensbrüdern ein Kloster. Der Byzantinische Kaiser Andronikos II. wies die Dominikaner Konstantinopels im Jahre 1307 nach Pera (heute Beyoğlu) aus, das im Mittelalter unter der Flagge Genuas stand. Die Kapelle St. Paul wurde im Jahre 1325 durch eine deutlich größere Kirche ersetzt. Sie wurde offiziell St. Dominikus geweiht, wurde aber von der Gemeinde weiterhin oft St. Paul genannt.

### Osmanisches Zeitalter

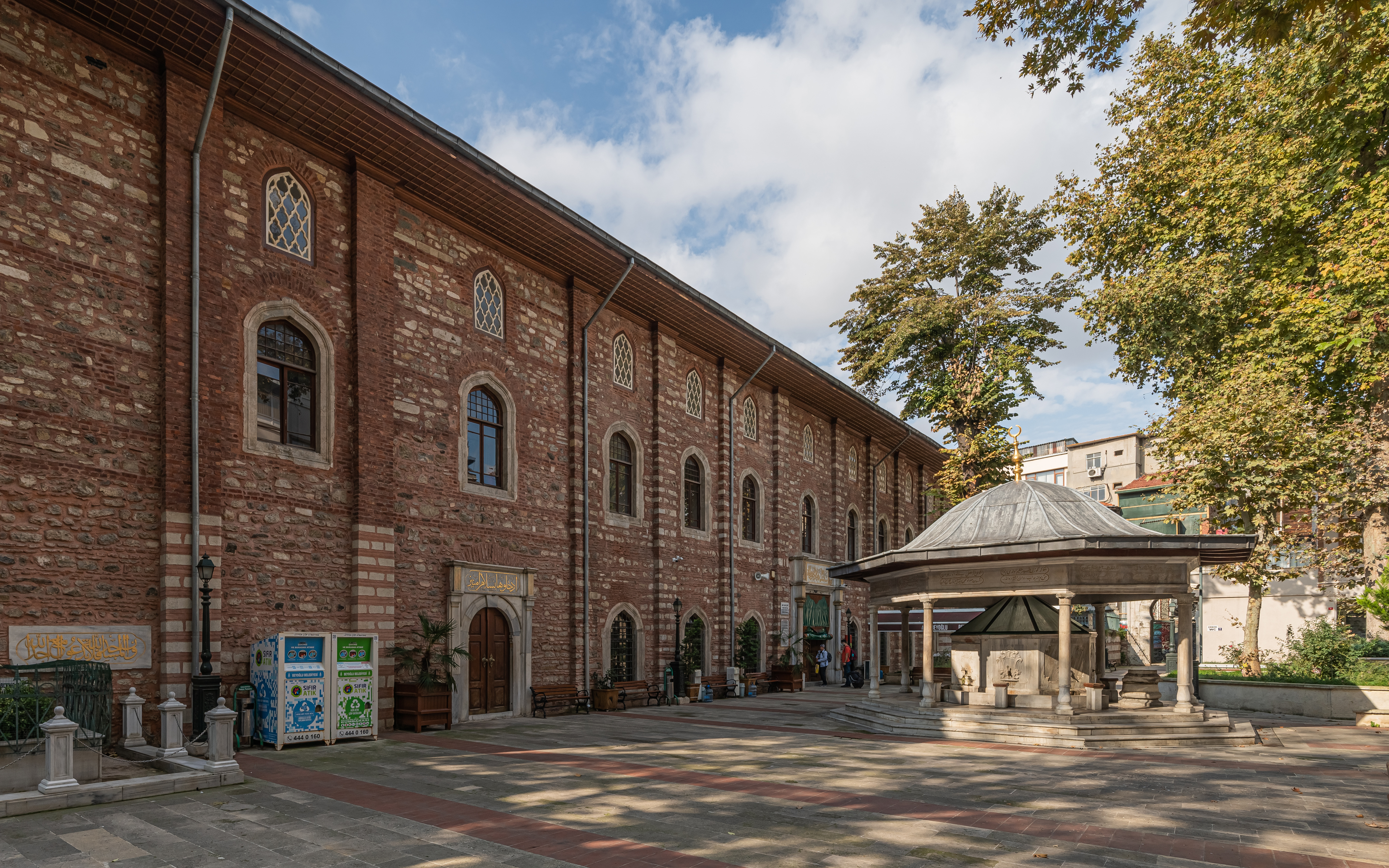
Nordostseite der Arap Camii mit Şadırvan

Nach der Eroberung von Konstantinopel 1453 und den Kapitulationen des Osmanischen Reiches blieb St. Dominikus zunächst in genuesischer Hand, wurde aber zwischen 1475 und 1478 vom osmanischen Sultan Mehmed II. mit geringen Modifikationen in eine Moschee konvertiert und erhielt sowohl als Galata Camii (Galata-Moschee) als auch als Cami-i Kebir (Große Moschee) Bekanntheit. Die Ordensbrüder wurden 1476 nach St. Peter und Paul in Galata ausquartiert und die Altargegenstände nach Genua und Kaffa verbracht.
Gegen Ende des 15. Jahrhunderts wies Sultan Bayezid II. die Moschee muslimischen Flüchtlingen aus al-Andalus zu, die vor der Spanischen Inquisition geflüchtet und nach Istanbul emigriert waren, was ihr den heutigen Namen „Arap Camii“ (zu deutsch Arabische Moschee) einbrachte. Sultan Mehmed III. ließ das Gebäude um die Wende 16./17. Jahrhundert instand setzen. Am Ende des 17. Jahrhunderts wurden die Gebäude an der Moschee abgerissen, um den vorherrschenden Lärm zu vermindern.
Nach dem Großen Brand von Galata 1731 ließ Saliha Sultan, die Mutter von Mahmud I., das Gebäude 1734/35 renovieren. Dabei wurden die ehemals gotischen Fenster und das Portal im osmanischen Stil erneuert. Die Schäden eines weiteren Feuers 1808 wurden Mitte des 19. Jahrhunderts im Auftrag von Adile Sultan, Tochter von Mahmud II., instand gesetzt. Im Jahre 1868 wurde auf dem Kirchhof ein Şadırvan (Brunnen zur rituellen Ablution vor dem Gebet) errichtet. Oberstkommandeur (Miralay) Giritli Hasan Bey ließ das Gebäude von 1913 bis 1919 umfassend sanieren. Während der Erneuerung des Holzbodens wurden mehrere genuesische Grabsteine gefunden, die auf das 14./15. Jahrhundert datiert werden konnten. Sie wurden in das Archäologische Museum Istanbul gebracht. Von 2010 bis 2013 wurde nochmals eine umfassende Sanierung der Moschee vorgenommen. Dabei wurde an der Frontseite des Gebäudes eine Inschrift angebracht, die auf eine türkische Legende beruht, die besagt, dass die Moschee im Jahre 715 erbaut worden wäre.

## Beschreibung

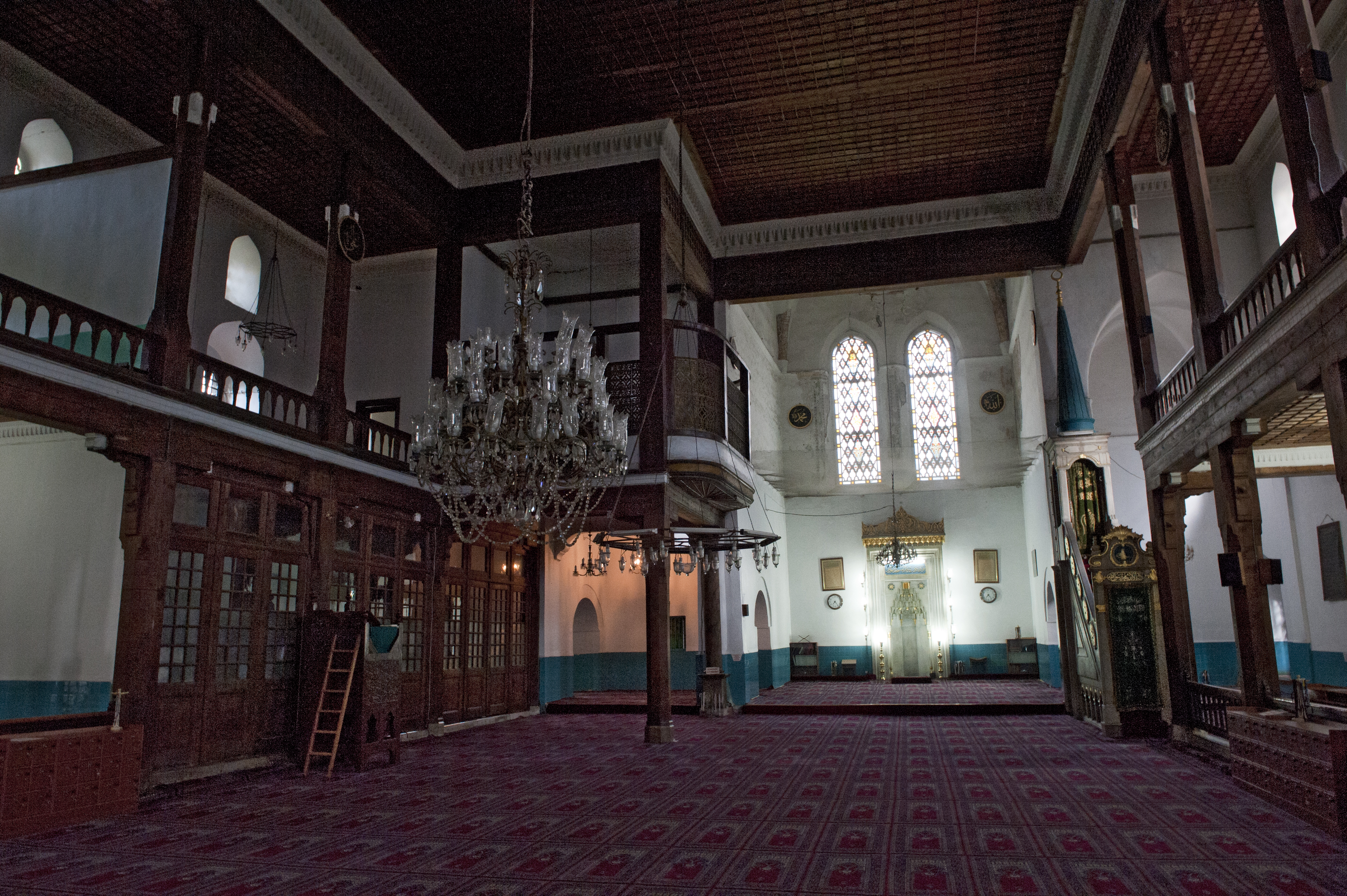
Inneres, Blick Richtung Mihrāb im früheren Chorraum. Erkennbar die Ansätze des gotischen Kreuzrippengewölbes sowie rechts die südliche Seitenapsis.

Das Gebäude wurde nach dem Muster der italienischen Kirchen des Bettelordens dieser Zeit erbaut und stellt damit eine dreischiffige, rechteckige Basilika mit einem südlich angebauten quadratischen Glockenturm und einem abgeteilten quadratischen Chor mit Kreuzrippengewölbe dar. Sowohl das gotische Portal als auch die Lanzettenfenster und der markante Glockenturm (heute mit einer kegelförmigen Turmspitze zum Minarett umgebaut) unterschieden das Gebäude von der vorherrschenden byzantinischen Architektur der Stadt Istanbul. Für das Mauerwerk wurden aber Ziegelsteine und Naturwerksteine aus der Gegend verwendet. Am nordöstlichen Schiff waren vermutlich einige Kapellen genuesischer Adelsfamilien angebracht. Eine war der heiligen Jungfrau, eine dem heiligen Nikolaus geweiht. Insgesamt ähnelte das Gebäude den italienischen Dominikanerkirchen San Domenico in Chieri und Santa Caterina in Finale Ligure. Das flache Holzdach und die eleganten Holzgalerien stammen aus der Restaurierung von 1913 bis 1919. Bei dieser Gelegenheit wurde die Höhe des Gebäudes gesenkt und viele genuesische Grabsteine gefunden, viele aus dem Jahr 1347, was darauf schließen lässt, dass der Schwarze Tod von Konstantinopel aus nach Europa übergriff. Außerdem wurden Reste von Gemälden nahe der Mihrāb entdeckt, aber dort wieder verborgen. Unter dem Minarett sind heute immer noch Ornamente und Fragmente von mit Wappen verzierten Steinen an den Wänden zu finden. Nordöstlich des Gebäudes befindet sich ein großer Hof mit einem Şadırvan.
Die Arabische Moschee ist die größte Moschee in Galata nördlich des Goldenen Horns. Sie gilt als eine der interessantesten Moscheen der Stadt wegen seines frühitalienischen gotischen Architekturstils und Kirchturms, der beinahe unverändert geblieben ist, selbst nachdem er in ein Minarett umgebaut wurde.